# Gastrodia confusa
Gastrodia confusa là một loài thực vật có hoa trong họ Lan. Loài này được Honda & Tuyama mô tả khoa học đầu tiên năm 1939.